# Tozal de Pollerini
El Tozal de Pollerini es una montaña de 1445 metros de altitud que se encuentra en el municipio de el Pont de Suert en la comarca de la Alta Ribagorza, provincia de Lérida (Cataluña, España).